# Крутой Яр (Ростовская область)
Круто́й Яр — нежилой хутор в Куйбышевском районе Ростовской области.
Строений на месте хутора нет, на топокартах обозначался как развалины. Тем не менее, хутор входит в состав Кринично-Лугского сельского поселения и имеет код ОКАТО в общероссийском классификаторе.

## География
Хутор располагался в излучине левого берега реки Левый Тузлов, недалеко от устья, примерно в 24 км к юго-востоку от райцентра Куйбышево. Ближайшие населённые пункты: Русско-Лютино в 1,5 км на северо-восток и Кринично-Лугский в 1,5 км на северо-запад.

## Население
| 2010 |
| ---- |
| 1    |

По данным переписи 1926 года по Северо-Кавказскому краю, на хуторе числилось 44 хозяйства и 297 жителей (139 мужчин и 158 женщин), из которых 293 — украинцы.

## Улицы
На хуторе имеется одна улица: Береговая.